# Timbres magazine

Timbres magazine est un mensuel de la presse philatélique française sous-titré « l'officiel de la philatélie », issu de la fusion en 2000 de trois magazines : Le Monde des philatélistes du groupe Le Monde, Timbroscopie et Timbroloisirs de l'éditeur Timbropresse sous la rédaction-en-chef de Gauthier Toulemonde depuis 1995. À l'issue de la fusion, Le Monde SA est devenu un des actionnaires de la société anonyme Timbropresse. La cause affirmée de cette fusion était l'étroitesse du marché des philatélistes français.

## Historique
En 2000, les rédactions unifiées ont essayé de conserver le meilleur des trois magazines d'origine. Les informations détaillées et les recherches minutieuses du Monde des philatélistes et de Timbroscopie, tout en donnant une touche de détente et en mettant en avant l'aspect loisirs de la philatélie qu'incarnait le petit format Timbroloisirs. Ce dernier a ainsi apporté en dot son concours de « Coupe du monde des timbres » au cours de laquelle les lecteurs élisent le plus beau timbre et la meilleure administration postale en matière philatélique.
En septembre 2004, le magazine a lancé une pétition pour montrer à la poste française l'attachement des collectionneurs aux timbres gravés et imprimés en taille-douce face à la domination d'autres modes d'impression comme l'offset ou l'héliogravure. Il est membre fondateur d'une association de promotion de la gravure, créée fin 2004 et nommée Art du timbre gravé. Plusieurs hors-séries ont été consacrés à des graveurs de timbres.
À partir de 2005, le magazine et son rédacteur en chef Gauthier Toulemonde lancent l'idée de confectionner des plis oblitérés et expédiés par lui-même depuis des lieux exotiques au cours de voyages aventureux : île de Clipperton en 2005 pendant l'expédition de Jean-Louis Étienne, le pôle Nord et les rives du Maroni en Guyane française en 2006. Ces voyages donnent lieu à la publication d'un DVD philatélique, à l'automne 2006.
De février 2007 à juin 2009, avec le support technique de la société Place de la toile, la rédaction inaugure une webTV, TV Timbres, sur le site du magazine.
En 2010, le tirage du magazine est de quarante mille exemplaires.
À la suite du rachat de Timbropresse en juin 2020, Timbres magazine est publié par Yvert et Tellier à côté du numéro de l'été 2020 sous la direction de Benoît Gervais.

## Le Monde des philatélistes
Le Monde des philatélistes était un magazine philatélique édité par le groupe du journal Le Monde.
Ce quotidien a depuis 1946 une chronique hebdomadaire sur la philatélie, dont le premier chroniqueur fut Adalbert Vitalyos. Il obtient d'Hubert Beuve-Méry la création d'un magazine philatélique, Le Monde des philatélistes. Le numéro 1 paraît en octobre 1951. La rédaction du magazine dépend alors directement du directeur du Monde. Vitalyos en est le rédacteur en chef de 1953 à 1977 et continue sa chronique hebdomadaire dans le quotidien jusqu'en 1986.
Depuis 1954, il est sous-titré « L'officiel de la philatélie » après l'achat de trois revues concurrentes dont une portait ce sous-titre. Le mensuel L’Officiel de la philatélie a été publié de 1946 à 1954 par Jacques Lafitte (1903-1974) qui se lance en 1953 dans la publication du Who’s Who in France .
Le dernier numéro est paru en mars 2000, et a été fusionné dans Timbres magazine avec deux des publications du concurrent Timbropresse.

## Timbroscopie
Timbroscopie était le magazine emblématique du groupe Timbropresse. Il est créé par Georges Bartoli, qui le dirige jusqu'en 1995, et paraît de mars 1984 à mars 2000 et était sous-titré : « le magazine de la philatélie active ».

## Timbroloisirs
Timbroloisirs était un magazine philatélique du groupe Timbropresse, qui souhaitait élargir le lectorat de Timbroscopie aux philatélistes débutants et donner de nouvelles idées de collections aux confirmés (par pays, thèmes, etc.). Un système de fiches en carton léger est mis en place pour lier un texte instructif et la place pour des timbres illustrant ce propos, système repris dans Timbres Magazine. Ces objectifs sont résumés dans un sous-titre: « le magazine des collectionneurs heureux ».
Ce magazine paraît de l'automne 1989 (no 0) à mars 2000 (no 125) avant d'être intégré dans Timbres Magazine.

## Koalec
Dans sa volonté d'élargir son lectorat à un public plus large, Timbropresse publia pendant l'année 1999 « le magazine de toutes les collections » destinés aux enfants et titré Koalec. Le titre parut selon un rythme bimestriel pendant une année avant de disparaître.